# Долно-Коняре
До́лно-Коня́ре (мак. Долно Коњаре) — село у Північній Македонії, входить до складу общини Куманово Північно-Східного регіону.
Населення — 1286 осіб (перепис 2002) в 354 господарствах.